# Gods and Monsters (Moon Knight)
«Gods and Monsters» es el sexto y último episodio de la miniserie de televisión estadounidense Moon Knight, basada en Marvel Comics que presenta al personaje homónimo. Sigue a Marc Spector, Steven Grant y Layla El-Faouly mientras ayudan a Khonshu a derrotar a Ammit y su avatar Arthur Harrow. El episodio está ambientado en el Universo Cinematográfico de Marvel (MCU), compartiendo continuidad con las películas de la franquicia. fue escrito por el escritor principal Jeremy Slater, Peter Cameron y Sabir Pirzada, a partir de una historia de Danielle Iman y el mismo Slater. El episodio fue dirigido por Mohamed Diab.
Oscar Isaac interpreta a Marc Spector / Moon Knight, Steven Grant / Mr. Knight y Jake Lockley, junto a May Calamawy como Layla El-Faouly / Scarlet Scarab, Karim El-Hakim y F. Murray Abraham como Khonshu, Sofia Danu y Saba Mubarak como Ammit y Ethan Hawke como Arthur Harrow. Khalid Abdalla, Ann Akinjirin y Antonia Salib también protagonizan. Diab se unió a la serie en octubre de 2020 para dirigir cuatro episodios. La filmación tuvo lugar en Origo Studios en Budapest, y la filmación en locaciones se llevó a cabo en Jordania.
"Gods and Monsters" se estrenó en Disney+ el 4 de mayo de 2022. Los críticos elogiaron las actuaciones y las secuencias de acción y, en última instancia, lo consideraron una conclusión satisfactoria.

## Trama
Después de presenciar la muerte de Marc, Layla se infiltra en el grupo de Harrow para intentar matarlo; en ello recibe un mensaje de Taweret diciéndole que busque y libere a Khonshu para que pueda revivir a Marc. Harrow, habiendo tomado su ushabti, usa el poder de Ammit para entrar a la Cámara de los Dioses y matar a los avatares de los otros dioses egipcios antes de liberar a Ammit, quien lo elige para que sea su nuevo avatar, mientras que El-Faouly encuentra al ushabti de Khonshu y lo libera. El-Faouly se niega a convertirse en la nueva avatar de Khonshu, por lo que se enfrenta solo a Ammit, quien lo domina. Mientras tanto, Spector se niega a quedarse solo en el Campo de Juncos y elige regresar a la Duat y rescatar a Steven. Spector le dice a Grant que él lo salvó y le permitió sobrevivir a sus dificultades, y su conexión libera a Grant de la trampa de la Duat. Con la ayuda de Taweret, escapan a través de las Puertas de Osiris y despiertan de nuevo en su cuerpo. Khonshu siente su regreso y se une a ellos nuevamente, sanando su cuerpo y restaurando sus poderes. El-Faouly descubre que Ammit puede ser derrotada si los avatares de varios dioses se unen para encerrarla en un cuerpo mortal, por lo que se une temporalmente a Taweret como su nueva avatar. Harrow, Ammit y sus seguidores comienzan a juzgar a todos en El Cairo, absorbiendo sus almas y volviéndose más fuerte, hasta que llegan Spector, Grant, El-Faouly y Khonshu para enfrentarse a ellos en la batalla.
Tras una intensa pelea, Ammit domina a Khonshu y Harrow hace lo mismo con Spector y Grant, y casi los mata hasta que ambos pierden el conocimiento y se despiertan para descubrir que de alguna manera lo han derrotado brutalmente. Spector y Layla pueden sellar a Ammit en el cuerpo de Harrow, encarcelándola nuevamente. Khonshu insta a Spector a ejecutar a Harrow y Ammit, pero Spector se niega y le ordena a Khonshu que lo libere a él y a Grant de su servicio. Spector y Grant se encuentran nuevamente en el "hospital psiquiátrico" imaginario, pero lo rechazan y eligen continuar su nueva vida juntos, despertando en el departamento de Grant en Londres.
En una escena de mitad de los créditos, un lisiado Harrow es sacado de un hospital psiquiátrico y llevado a una limusina con Khonshu, quien le presenta a su chofer Jake Lockley, una tercera personalidad de Spector y Grant que trabaja con él, quien le dispara y lo mata.

## Producción

### Desarrollo
En agosto de 2019, Marvel Studios anunció que se estaba desarrollando una serie basada en Moon Knight para el servicio de transmisión Disney+.  En noviembre, Jeremy Slater fue contratado para servir como escritor principal de la serie,   mientras que Mohamed Diab estaba listo para dirigir cuatro episodios para octubre de 2020,   incluido el sexto.  Slater y Diab son productores ejecutivos junto con Kevin Feige, Louis D'Esposito, Victoria Alonso, Brad Winderbaum y Grant Curtis de Marvel Studios y la estrella Oscar Isaac.  El sexto episodio, titulado "Gods and Monsters",  tuvo el guion escrito por Slater, Peter Cameron y Sabir Pirzada, a partir de la historia hecha por Danielle Iman y Slater,  y se estrenó en Disney+ el 4 de mayo., 2022. 

### Escritura
La esposa y socia productora de Diab, Sarah Goher, sintió que la escena de Layla El-Faouly salvando una camioneta y a una niña más joven con su atuendo de héroe sería un "momento mágico para muchas personas en todo el mundo" que finalmente se verían representadas en una propiedad de superhéroe y "sienten que pertenecen". La actriz May Calamawy dijo que al principio fue desalentador saber que se convertiría en una superheroína, ya que "no puede representar a todas las mujeres árabes o egipcias", con la esperanza de que pudieran ver y relacionarse con El-Faouly y "sentirse vistas y emocionadas". Diab señaló que el final de El-Fouly se mantuvo abierto, creyendo que este era el comienzo de un nuevo viaje para ella, y dijo que continuar su asociación con Taweret sería "muy interesante y pueden volverse locos". Su aprendizaje necesita ser un superhéroe ahora o no, porque odia la idea en este momento, o tal vez necesita aprender si es importante o no. Hay tanto espacio para ir allí". Además, Marvel.com reveló que ella era conocida como Scarlet Scarab después del episodio, con Diab señalando que no la había relacionado con ese personaje de los cómics, explicando: "A veces Marvel elige un nombre y luego se la da al carácter que se desarrolla”. Señaló que, por el momento, ella no recibió sus poderes del escarabajo, pero finalmente sintió que lo que representaba el personaje era más importante que su nombre. 
El final del episodio con Marc Spector y Steven Grant despertando en su apartamento de Londres no fue el final original, y se consideró que otros puntos del episodio terminaban el episodio. Diab disfrutó de la naturaleza abierta al final de la serie con respecto a si los eventos de Moon Knight habían tenido lugar dentro de la cabeza de Spector, señalando que había muchas pistas que nublaban lo que era y lo que no era real. 
La escena de mitad de créditos del episodio revela a la tercera personalidad de Spector que había sido objeto de teorías a lo largo de la serie, Jake Lockley. Slater notó que todos los creativos trabajaron para encontrar el equilibrio adecuado de cuántas pistas abiertas dejar sobre Lockley, y decidió enfocarse en los espectadores que no estaban familiarizados con el personaje de los cómics y crear un misterio satisfactorio para ellos. Varios momentos en los episodios pasados fueron diseñados para ser momentos en los que Lockley podía entrar y salir. Isaac quería "aportar algo de mí mismo" al retrato y decidió que Lockley debería hablar en español. Diab reveló que originalmente había habido un cruce más grande al Universo cinematográfico en la escena de los créditos, lo que encaja con la convención general de que las escenas de créditos de Marvel Studios ayudan a conectar las propiedades con el universo más grande, que se eliminó para que fuera más una sorpresa que no se conectara de nuevo y ayudar a mantener la serie única.

### Casting
El episodio está protagonizado por Oscar Isaac como Marc Spector / Moon Knight, Steven Grant / Mr. Knight y Jake Lockley, May Calamawy como Layla El-Faouly / Scarlet Scarab, Khalid Abdalla como Selim, Ann Akinjirin como Bobbi, Antonia Salib como Taweret, Karim El-Hakim y F. Murray Abraham como intérprete en el set y voz de Khonshu, respectivamente, Sofia Danu y Saba Mubarak como intérprete en el set y voz de Ammit, respectivamente, y Ethan Hawke como Arthur Harrow.  También protagonizan Diana Bermúdez como Yatzil, Declan Hannigan como el avatar de Horus, Hayley Konadu como el avatar de Tefnut y Nagisa Morimoto como el avatar de Isis.   

### Diseño
El traje de Scarlet Scarab de El-Faouly se presenta en el episodio, que presentaba alas y diseños pintados a mano en los pantalones y el cuello.  La secuencia de título principal de la serie fue diseñada por Perception.  Los créditos finales de cada episodio presentan una nueva fase de la luna, comenzando con una luna creciente en el primer episodio. 

### Filmación y efectos visuales
El rodaje tuvo lugar en Origo Studios en Budapest,  con Diab dirigiendo,  y Gregory Middleton como director de fotografía.   La filmación en locaciones ocurrió en Wadi Rum, Jordania.  Salib originalmente iba a realizar la escena en la que Taweret se apodera del cuerpo de El-Faouly, antes de que Diab sugiriera que Calamawy actuara en la escena momentos antes de que comenzara la filmación. Salib ayudó a coreografiar el momento con Calamawy y alimentó sus líneas en un auricular antes de permitirle actuar sola. Calamawy recordó al ver la interpretación de Isaac de Khonshu encarnando a Spector que tenía que ser una "sensación extraña" y agregó: "Layla acababa de pasar por mucho, así que pensé, ¿cuál es una manera realmente intensa de mostrar que esto está sucediendo? Porque ella también es alguien que se resiste. Se trata de alguien que está experimentando lo que implica ser un avatar por primera vez; no alguien que esté acostumbrada al proceso". Para la escena de la mitad de los créditos, Middleton dijo que la revelación de Lockley fue filmada de una manera que deliberadamente extendió la revelación, comenzando casi viéndolo y luego enfocándose en su mano y sus gestos "algo siniestros" como una forma de provocar la posibilidad que podría ser otro personaje. 
Los efectos visuales para el episodio fueron creados por WetaFX, Framestore, Image Engine, Base FX, Cinesite, Method Studios, Mammal Studios, Soho VFX, Union VFX y Keep Me Posted.   

### Música
Las canciones "The End" de Earl Grant y "A Man Without Love" de Engelbert Humperdinck aparecen en el episodio.

## Marketing
Marvel Studios originalmente promocionó el episodio como el final de la serie en Twitter, antes de volver a publicar un tuit llamándolo "final de temporada", indicando que existía la posibilidad de que la serie pudiera renovarse para una segunda temporada, a pesar de que no había ninguna indicación oficial en ese momento. El episodio presenta un código QR que, cuando se escanea, permite a los espectadores acceder a una copia digital gratuita de Moon Knight Annual #1. Después del lanzamiento del episodio, Marvel anunció productos inspirados en el episodio como parte de su promoción semanal "Marvel Must Haves" para cada episodio de la serie, incluidos Funko Pops de Scarlet Scarab, Ammit y la estatua del Templo de Khonshu, camisetas de Moon Knight, botones y accesorios.

## Recepción

### Audiencia
Según Nielsen Media Research, que mide la cantidad de minutos vistos por el público estadounidense en televisores, Moon Knight fue la tercera serie original más vista en los servicios de transmisión durante la semana del 2 al 8 de mayo con 715 millones de minutos vistos, la más alta de la serie y un aumento del 5% con respecto a la semana anterior. Según el agregador de transmisión Reelgood, que analiza las cifras de visualización en los servicios de transmisión en los Estados Unidos y el Reino Unido, Moon Knight fue la serie más vista durante la semana que finalizó el 14 de mayo de 2022.

### Respuesta crítica
El sitio web del agregador de reseñas Rotten Tomatoes informa un índice de aprobación del 85% con una calificación promedio de 7.90/10, según 20 reseñas. El consenso crítico del sitio dice: "Si bien los elementos más interesantes de Moon Knight están algo eclipsados por un enfrentamiento cargado de efectos visuales," Gods and Monsters "lleva esta aventura de origen a un final satisfactorio".
Escribiendo para Collider, Maggie Boccella le dio al episodio una "A+", llamando a Moon Knight la mejor serie del MCU en Disney+ con un final "corto, pero no menos dulce". Matt Fowler de IGN le dio al episodio un 8 sobre 10 y llamó al final "el episodio mayormente impulsado por la acción y los efectos". Fowler dijo que "Gods and Monsters" pudo "ir a toda acción sin perder por completo su humanidad y diversión". Kristen Howard de Den of Geek le dio al episodio 4 de 5 estrellas.

### Elogios
Para los 74th Primetime Creative Arts Emmy Awards, Meghan Kasperlik, Martin Mandeville, Richard Davies y Wilberth Gonzalez fueron nominados a Disfraces destacados de fantasía/ciencia ficción; Bonnie Wild, Mac Smith, Kimberly Patrick, Vanessa Lapato, Matt Hartman, Teresa Eckton, Tim Farrell, Leo Marcil, Joel Raabe, Ian Chase, Anele Onyekwere, Stephanie Lowry, Carl Sealove, Dan O'Connell y John Cucci ganaron por Sobresaliente Edición de sonido para una serie limitada o antológica, una película o un especial; Bonnie Wild, Scott R. Lewis, Tamás Csaba y Scott Michael Smith fueron nominados a Mejor mezcla de sonido para una serie o película limitada o de antología; y Daren Nop, Jamel Blissat, Estelle Darnault y Sara Leal fueron nominados a Actuación acrobática sobresaliente. Kasperlik eligió este episodio como su consideración para los Emmy, ya que mostró los diversos disfraces "en todo su esplendor" y fue "una gran muestra de todo el trabajo duro que mi equipo puso en el programa".